# Kathy Johnson
Kathy Johnson (Oak Ridge, Estados Unidos, 13 de septiembre de 1959) es una gimnasta artística estadounidense, especialista en la prueba de la viga de equilibrio con la que ha logrado ser medallista de bronce olímpica en 1984.

## Carrera deportiva
En el Mundial celebrado en Estrasburgo (Francia) en 1978 ganó el bronce en suelo, tras las soviéticas Nellie Kim y Elena Mukhina, y empatada con la rumana Emilia Eberle.
En los JJ. OO. de Los Ángeles 1984 gana la plata en el concurso por equipos, tras Rumania y por delante de China, siendo sus compañeras de equipo: Michelle Dusserre, Pamela Bileck, Julianne McNamara, Mary Lou Retton y Tracee Talavera. Además gana la medalla de bronce en la viga de equilibrio, tras las rumanas Simona Pauca y Ecaterina Szabo, ambas empatadas en el oro.